# Youth Lagoon
Тре́вор Па́уэрс (англ. Trevor Powers; 18 марта 1989 года, Сан-Диего, Калифорния, США) — американский певец и музыкант-мультиинструменталист, выступающий под псевдонимом Youth Lagoon. По собственному признанию, на него повлияла музыка Cocteau Twins, в особенности их альбом Treasure.

## Биография и карьера
Пауэрс родился в Сан-Диего и вырос в Бойсе. В 2010 году он изучал английскую литературу в Государственном университете Бойсе, а между занятиями сочинял песни и посещал музыкальную школу. В январе 2011 года во время зимних каникул он записал материал для будущего альбома на домашней студии своего друга, звукорежиссёра Джереми Парка и в мае 2011 года опубликовал сингл «July» на Bandcamp. Песня получила звание лучшего нового трека на сайте Pitchfork, и вскоре музыкант подписал контракт на два альбома с рекорд-лейблом Fat Possum. Дебютная пластинка The Year of Hibernation вышла 27 сентября 2011 года. В том же месяце Youth Lagoon бросил университет и работу в компании Urban Outfitters, решив всерьёз заняться музыкой, и с гитаристом Логаном Хайдом отправился в своё первое концертное турне.
The Year of Hibernation получил положительные отзывы критиков и занял восьмое место в чарте Top Heatseekers. Он вошёл в список лучших альбомов года по версии интернет-портала Pitchfork, который также отметил видеоклип на песню Montana, снятый режиссёром Тайлером Ти Уильямсом.
В 2012 году гастролировал по Северной Америке совместно с Smith Westerns и Porcelain Raft.
5 марта 2013 года на том же лейбле Fat Possum вышел второй полноформатный релиз Wondrous Bughouse, альбом получил положительные отзывы критиков. Pitchfork определил его в категорию Best New Music с оценкой 8.7.

## Дискография
- 2011 — The Year of Hibernation[англ.]
- 2013 — Wondrous Bughouse[англ.]
- 2015 — Savage Hills Ballroom[англ.]
- 2023 — Heaven Is a Junkyard[англ.][14]